# Strava
Strava es una red social basada en Internet y GPS enfocada a deportistas como pueden ser ciclistas y corredores y una aplicación de seguimiento GPS deportiva. La red la gestiona una compañía del mismo nombre con sede en San Francisco.

## Historia
El 18 de agosto de 2009, Strava lanzó su comunidad para atletas llegando a las 50 actividades compartidas ese día, y alcanzando cerca de 100 000 actividades en un año. El domingo 21 de mayo de 2017, un atleta alemán y usuario de esa red compartió la actividad número mil millones nadando 1.850 metros. La palabra "Sträva" significa "esfuerzo" en sueco. En 2016 el 54% de las actividades subidas a Strava eran de ciclismo y más del 30% de running.

## Características
Los miembros de la red pueden ver la velocidad de la trayectoria, las diferencias de altura y el consumo de energía utilizando un teléfono inteligente o un dispositivo GPS compatible. Además, a través de sensores se pueden guardar más datos como la frecuencia cardíaca, la cadencia y la potencia.
Una vez registrada la actividad deportiva, es posible obtener mediante la aplicación móvil o en el sitio web, un análisis detallado de los datos como pueden ser el camino tomado, la velocidad media y máxima, una gráfica de la velocidad y el perfil vertical de la pista, la velocidad media de cada kilómetro, número de sesiones de entrenamiento, kilómetros completados durante un periodo, etc. Los datos pueden ser comparados con los de otros miembros de la red.
Existe la posibilidad de evaluar un segmento de la trayectoria seguida por un ranking de los atletas que tomaron el mismo segmento. El propio usuario puede crear un segmento de una porción de una ruta registrada. Además está la posibilidad de seguir las actividades de otros atletas y otorgar "Kudos" a sus actividades (parecido al "Me gusta" de Facebook).
Las actividades pueden ser subidas desde dispositivos GPS compatibles (Garmin, Polar, Suunto, TomTom, Bryton, Fitbit, Android Wear, Microsoft Band, Soleus, o Timex), a través de la aplicación para móviles (Android o iPhone), o manualmente desde un archivo.

## Actividades y segmentos
La lista de designaciones de actividades incluye: 
- Carrera a pie (correr, caminar, senderismo)
- Ciclismo
- Natación
- Esquí (alpino, backcountry, cross-country, nórdico, roller, snowboard)
- Patinaje (hielo, en línea)
- Surf (surf, windsurf, kitesurf)
- Canotaje (remo, kayak, piragüismo)
- Crossfit
- Escalada
- Actividades de gimnasio (elíptica, step-stepper, entrenamiento con pesas, yoga, entrenamiento)

La aplicación proporciona una clasificación de los tiempos en los segmentos de ruta, incluyendo el rendimiento masculino y femenino. Los actuales atletas masculinos y femeninos de cada sección son galardonados con el "King of Mountain" (KOM) (Rey de la montaña) o la "Reina de la Montaña" (QOM) respectivamente. Las actividades pueden mantenerse privadas y, por lo tanto, no pueden ser vistas por otros miembros. Dependiendo del nivel de zoom del mapa, los segmentos más populares se mostrarán en la búsqueda geográfica.

## Otras funciones
Strava desarrolla además otras características como "Strava Local" que sirve como un directorio de guías urbanas en grandes ciudades para atletas o en fase beta los "Flybys" que indica si te has cruzado con otro atleta en una ruta.

## Versión de pago
Existe una versión "premium" mediante suscripción mensual o anual con características adicionales como la descarga de ficheros .GPX de otros usuarios, creación de objetivos, etc. Usar las rutas que la gente crea o crear tu las tuyas como tu desees, y la creación de segmentos en el mapa.